# Gentilhome de cambra amb exercici
Gentilhome de Cambra amb exercici era una classe palatina de la Reial Casa i Patrimoni de la Corona d'Espanya, a la qual, durant els regnats de Ferran VII, Isabel II, Amadeu de Savoia, Alfons XII i Alfons XIII, s'accedia com un honor conferit pel Monarca. Les persones que ostentaven aquest títol no tenien ja funcions concretes dins del cerimonial de la Cort, ni prestaven servei llevat excepcions, sent el seu nomenament un senyal de l'estima reial.

## Antecedents històrics
Aquesta classe tenia el seu antecedent històric a la de Gentilhome de la Reial Cambra, si bé, aquesta última classe palatina que havia existit en l'època dels Àustries i els primers Borbóns estava formava per membres de l'alta noblesa, generalment, que sí que exercien servei diari prop del Monarca al costat dels Majordoms de setmana i els Gentilhomes de Casa i Boca.
El rei Ferran VII, en reorganitzar la Casa Reial a partir de 1815, va mantenir com a classes amb servitud a la dels Majordoms de setmana i la de Gentilhome Gran d'Espanya amb exercici i servitud mentre que es va crear aquesta nova classe de Gentilhome de Cambra amb exercici per manifestar l'estima reial a persones que havien desenvolupat serveis distingits a la Corona.

## Privilegis i distintiu
Aquesta classe cortesana seguia en categoria a la de Gentilhome Gran d'Espanya amb exercici i servitud.
Eren formalment dependents del Sumiller de Corps i, per la seva condició, tenien pas lliure en el Palau Reial de Madrid fins a la Càmera, sent convidats a les capelles públiques.
El seu distintiu era una clau daurada amb serrells igualment d'or que es portava presa al costat dret en qualsevol vestit d'etiqueta.

## Gentilhomes destacats durant el regnat d'Alfons XIII
D'aquesta forma, durant el regnat de l'últim Rei abans de suprimir-se aquesta categoria palatina que va ser Alfons XIII, van ser nomenats, entre d'altres, com a gentilhomes de cambra personatges com els generals Joaquim Milans del Bosch i Carrió, José Villalba Riquelme, ministre de la Guerra i fundador de la Legió, Francisco Franco, Francisco Gómez-Jordana Sousa, comte de Jordana, i José Enrique Varela, els comandants del Plus ultra Ramón Franco Bahamonde i Julio Ruiz de Alda, els polítics Eugenio Espinosa dels Monteros y Bermejillo, José Luis Goyoaga Escario, Guillermo de Osma y Scull, Manuel González-Hontoria y Fernández Ladreda i Juan Antonio Suanzes Fernández, el metge Mariano Gómez Ulla, els empresaris Fernando de Ybarra, marquès d'Arriluce de Ybarra i Carlos Godó Valls, els enginyers Emilio Herrera Linares, José Ortiz Echagüe, Eduardo Torroja Miret i José Moreno Osorio, comte de Fontao, l'escriptor José María Pemán, l'expert en ceràmica Manuel Escrivá de Romaní, comte de Casal, o els empleats de la pròpia Reial Casa, Emilio de Torres, marquès de Torres de Mendoza, secretari particular del monarca i l'intendent de la casa Miguel González de Castejón, comte d'Aybar.

## Llista de gentilhomes en 1931
Al moment de l'adveniment de la Segona República Espanyola, el 14 d'abril de 1931, en què aquest càrrec va ser suprimit, els 520 Gentilhomes de Cambra amb exercici que es trobaven en actiu, amb indicació de l'any del seu nomenament, eren els següents, vivint encara alguns nomenats per Isabel II, àvia del monarca destronat:

### Nomenats entre 1865 i 1899
1865:
- Pedro Montalvo y Romero

1868:
- Narcís Muñiz de Tejada
- Gabriel Forcade y Fuentes

1879:
- José López de Castella

1870
- Julián García-San Miguel

1880:
- Comte d'Esteban Collantes

1883:
- Juan Ko-Kly
- Carlos Lacroix

1884:
- Marquès de Peñafuente

1885:
- Marquès de Palmerola
- Nazario Calonge i García

1886:
- Enrique d'Escalada i López
- Marquès de Dílar

1891:
- Luis Lerdo de Tejada i Sant Joan

1893:
- Marquès de Valdeiglesias

1894:
- Guillermo Benito Rolland
- Juan de Cayuela y Ramón

1896:
- Comte vidu de Albiz

1897:
- Fernando Falcó y Sáenz de Tejada
- Marquès de Cayo del Rey

1898:
- Conde de Casal
- Alfonso Zulueta y Petre

1899:
- Marquès de Cervera

### Nomenats entre 1900 i 1910
1900:
- Marquès de Casa-Valdés

1901:
- Marquès de Nibbiano
- Marquès de Merry del Val

1902:
- Vescomte de Bellver
- Silvino Moreno y Núñez Flores
- Vescomte de Uzqueta

1903:
- Pascual de Guzmán y Pajarón

1904:
- Comte de Gondomar
- Antonio Tavira y Acosta
- José Herreros de Tejada
- Comte de Cerragería
- Ramón Piña y Mollet
- Manuel Cortés y García
- Carlos de Fontcuberta
- Enrique Sureda y Morera
- Máximo Pascual de Quinto
- Marqués de Salvatierra
- Isidoro Pérez de Herrasti
- Comte d'Aguiar
- Antonio Guajardo-Fajardo y Torres
- Antonio García Pérez
- Manuel Coloma y Roldán
- Comte de Cedillo
- José María Quiñones de León
- Marquès d'Ariany
- Ángel Galarza y Vidal
- Baró de Casa-Davalillo

1906:
- Manuel Uriarte y Badía
- Isidoro de Urdáiz y Salazar
- Jorge Corbí y Asensi
- Emilio Godínez
- Marquès d'Acha
- Pedro Vasco y Vasco
- Marquès de Sauzal
- Juan de Béthencourt y Domínguez
- Tomás de Sotomayor y Pinto
- Francisco Manrique de Lara y Ponte
- Pedro Miguel de Sotomayor y Pinto
- Comte de la Vega Grande de Guadalupe
- Marquès d'Acialcázar
- Marquès de la Villa de San Andrés
- Mateo Silvela Casado
- Comte de Pradere
- José María Martínez Montaner

1907:
- Comte d'Aybar
- Eduardo Ruiz y García Hita
- Marquès de Benicarló
- Comte de Berbedel
- José Villalba y Avilés
- Luis Ruiz de Valdivia
- Mariano Dusmet y Azpiroz
- Alejandro Calonge y Motta
- José Tabares y Bartlet
- Federico Baleato y Quirós
- Fernando Frías y Pérez de los Cobos
- Nicolás de Alós y Rivero
- Marquès de González de Quirós
- Marquès de Torres de Mendoza

1908:
- Marquès de Vivel
- Eugenio Espinosa de los Monteros y Bermejillo
- José de Lastra y Rojas
- Guillermo Boladeres y Romá
- Marqués de Oliver
- Ángel Gómez Inguanzo
- Marquès d'Unzá del Valle
- Marquès d'Alventos
- Marquès de Torres Soto
- Victoriano Guzmán y Rodríguez
- Pablo Soler y Guardiola
- Vescomte de Forgás
- José Orozco y Mijares
- Marquès de Torre Ocaña
- José Santos Suárez
- Comte del Zenete
- D. Francisco de Uzqueta y Benítez
- D. Julián del Arroyo y Moret
- Joaquim Milans del Bosch
- Manuel Pano y Ruata

1909:
- Rafael Moreno y Castañeda
- Manuel de Soto
- Alfredo Laffitte y Obineta
- Marquès de González de Castejón
- Comte de Torata
- Antonio Sousa y Regoyos
- Luis Parreya y Bayo
- Eduardo Martín y Peña
- Juan Gómez y Landero
- Comte d'Urbina
- Silvio Fernández Vallín y Alfonso
- Vicente Díez y Sáez

1910:
- Juan Riaño y Gayangos
- Marquès de Torrelaguna
- Comte d'Aguilar
- Casimiro Lopo y Molano
- Cristóbal Fernández Vallín y Alfonso
- Comte d'O'Brien
- Marquès de Movellán
- Manuel González Hontoria
- Marquès del Zarco
- Marquès d'Amposta

### Nomenats entre 1911 i 1919
1911:
- José Carranza y Garrido
- José María Hurtado de Mendoza
- Antonio Perea y Chacón
- Comte de Llovera
- José Villalba Riquelme
- Juan Pereyra y Morante
- Miguel Salvador y Ulloa

1912:
- Marquès de Murga
- Joaquín de Ciria y Vinent
- Luis Bermúdez de Castro
- Eladio Mille y Suárez
- Victoriano López Dóriga
- Marquès de Breéis
- José de Salas y Vaca
- Joaquín de Nadal y Ferrer
- Comte de Montseny
- José Delgado y Brackenbury
- Marquès de Casa-Mendaro
- Marquès vidu de Dos Aguas

1913:
- José Jáudenes y Clavijo
- Ernesto Luque y Maraver
- José Luis Goyoaga Escario
- Juan Planas y Bretón del Río
- Comte de Rosillo
- Marquès de la Vega Inclán
- Juan Carranza y Garrido

1914:
- José Marvá y Mayer
- José de la Azuela y Salcedo
- Gabriel Pastor y Galcerán
- Eduardo Sánchez-Arjona y Sánchez-Arjona
- José María Aristeguieta
- Marquès de Güell
- Marquès del Bermejillo del Rey
- José Pulido y López
- Emilio Ortuño y Berte
- Vicente Gimeno y Rodríguez-Jaén
- Francisco Núñez y Topete
- Luis Álvarez de Estrada y García-Camba
- Jorge Satrústegui y Barrié
- Agustín de la Serna y Ruiz
- Joaquín García Pallasar
- Marquès de Serdañola
- Emilio Moreno y Rosales
- José Rico y Megina
- Romeo Jaime de Baguer y Corsi
- Marqués de la Torrehermosa
- Marquès d'Aycínena
- Francisco Reinoso y Mateo
- Emilio Herrera Linares
- José Ortiz Echagüe
- Silverio Araújo y Torres
- Fulgencio Quetcutti y Delgado
- Ramón de Ciria y Pont

1915:
- Baró de Sacro Lirio
- Octavio Lafita y Aznar
- Fernando Pérez y Ojeda

1916:
- Arturo Querol y Olmedilla
- Miguel Elizaicín y España
- Manuel de la Barrera-Caro y Fernández
- Marquès de Goicorrotea
- Marqués d'Aymerich
- Conde de Calleja
- José Coello y Pérez del Pulgar
- Santiago Méndez de Vigo
- Gabriel Mourente y Balado
- Baltasar Hernández Briz
- Marquès de Tablantes
- Augusto Ruiz
- Emilio Antón e Iboleón
- Balbino Gil-Dolz del Castellar
- Marquès de la Calzada
- Segundo Díaz Herrera y León
- Carlos Pombo
- Luis Medina y Garvey
- Pedro Sebastián de Erice
- Ricardo Spottorno y Sandoval
- José Barbeta y Raurell
- Alejandro Padilla y Bell
- José Riquelme y López-Bago
- Baró de Griñó
- Guillermo Elío y Molinuelo

1917:
- Baró de Planés i de Patraix
- Ramón García Menacho
- Comte de Trénor
- Gabriel María Laffitte y Ruiz
- Marquès de la Ribera

1918:
- Agustín Robles y Vega
- Enrique González y Jurado

1919:
- Antonio San Gil y Villanueva
- Vescomte de Gracia Real
- Comte de la Marquina
- Comte de Villamediana
- José de Oltra y Fullana
- Comte de Porto Alegre
- Carlos Banús y Comas
- Enrique de la O y López
- Luis Ibáñez de Lara
- Marqués de Arriluce de Ybarra
- Comte de Castillo Fiel
- Adolfo Núñez Suárez
- José de Arquer y Vives
- Joaquín Sagnier y Villavechia
- Emilio Palacios y Fau
- Juan Cárdenas y Rodríguez de Rivas
- Comte de Leyva
- José Antonio Artigas y Sanz
- Jesús Cofre y Belda
- Marquès de Santa Isabel
- Marquès de Zambrano
- Francisco Mercader y Zufla
- Carlos de Albert y Despujol
- Benito de Pomés y de Pomar
- Marqués vidu de Casa Loring
- Vicente Calderón y Ozores
- Joaquín Farguell
- Domingo de Salazar e Ibáñez
- Vescomte de Viota de Arba
- Comte de Torre Vélez
- Vescomte d'Estés
- Valentín Valera y Calvet
- José Martí y Sacone
- Francisco Ferry y Ponce de León
- Francisco Patxot Madoz
- Comte de Jordana
- Blas Aguilar y Alvarado
- Leopoldo Colombo y Autrán
- Manuel de Iruretagoyena y Errazu
- Juan de Llasera y Roura
- Comte de San Esteban de Cañongo
- Juan Server y West
- José Díez de Rivera y Muro
- Luis de Andrada-Vanderwilde y Pérez de Vargas
- Pedro Jordán de Urríes y Patiño
- Manuel Piquer y Martínez
- Mariano Martí y Ventosa

### Nomenats entre 1920 i 1929
1920:
- Baró de Quadras
- Marquès de Castell-Florite
- Mateo García de los Reyes
- Comte de San Luis
- Comte de Finat
- Ricardo Aranaz e Izaguirre
- Comte de Príes
- Emilio Fernández Pérez
- Marquès de la Torre
- Ramón Pidal y Lobatón
- Conde de la Playa de Ixdain
- Carlos Guerra y Zabala
- Eduardo Suárez y Souza
- Justo Santos y Ruiz Zorrilla
- Felipe Quintana y Bolado
- Comte de la Torre de Cela
- Comte de Torrepando
- Ángel Carrasco y González Elipe
- Jorge López de Sagrado

1921:
- Emilio Izquierdo Arroyo
- José Valero y Barragán
- Enrique Martínez Pérez
- Antonio Pons y Santoyo
- Isidoro Valcárcel y Blaya
- Marquès de la Real Defensa
- Manuel Gómez y García Barzanallana
- Comte de Buena Esperanza
- Fulgencio Cerón y Gutierrez
- Joaquín Gardoqui y Suárez
- Comte de Vilanova
- Rafael Reynot y Garrigó
- Cayetano de Reyna y Travieso
- Baró de las Torres
- Manuel Larraz y Tamayo
- Ramón Ferrer e Hilario
- José María Tassara y González
- Baró de Monclar
- Pedro Sanguinés
- Baró de San Petrillo
- José Millán y Terreros
- Luis Fabra y Sentmenat
- Carlos de Uhagón y Azizpe
- Félix Churruca y Dotres
- Comte del Valle de Suchill
- Marquès de la Cueva del Rey
- Francisco Javier Dusmet y Arizcum
- Comte de Fontao
- Fernando Rich y Font
- Comte de Jiménez de Molina
- Francisco Álvarez y Riva
- Ángel Morales y Reynoso
- Carlos León y D, Orticós
- Marquès de las Navas de Navarra
- Luis López y Santiesteban
- Federico Santander Ruiz Giménez

1922:
- Fernando Álvarez de la Campa y Arumi
- Miguel Núñez de Prado y Susbielas
- Antonio Sangier y Costa
- Manuel González Carrasco
- Gabriel de Benito y Terraza
- Sebastián Ramos y Serrano
- José Enrique Varela
- Miguel Manrique de Lara y Massieu
- Manuel Méndez de Vigo y Bernardo de Quirós

1923:
- Francisco Franco
- Pedro Escalera y Hasperue
- Joaquín Ezpeleta y Montenegro
- Comte de Bailén
- Marquès de Villasierra
- Baró de Casa Soler
- Antonio Arias de Miranda y Berdugo
- Francico Setuaín
- Carlos López Dóriga
- Manuel María Arrillaga
- Marquès del Castillo de Jara
- Comte de Riudoms
- Marquès de Valero de Palma
- Baró de Río Tovia
- Juan Moreno de Guerra y Alonso
- Marquès de Casa Real
- Marquès de Rialp
- Luis Muro Navarro
- Juan García Ontiveros y Laplana
- Gonzalo Fernández de la Mora y Azcúe
- Cándido Rodríguez de Celis y Mediavilla
- José de Cuadras y Veyret
- Tomás de Ibarra y Lasso de la Vega
- Ramón Ibarra y González
- José Taramona y Díaz de Entresotos
- Fernando López Doriga y de la Hoz
- Fernando Villabaso
- Antonio Almagro y Méndez
- Luis Orgaz y Yoldy
- Mario Musiera y Planes
- Marquès de Jura Real
- José Valles y Ortega
- Luis Casado y Escudero
- Joaquín Pintó y Lecanda
- Pedro Pérez de Guzmán y Urzáiz
- Francisco Javier de Salas González
- José Tahúr y Funes
- Pascual Cervera Cervera
- Luis de Asúa y Campos
- Pablo Rodríguez y García
- Adriano Pedrero y Beltrán
- José Juan Dómine
- Eduardo Escarpín y Lartiga

1924:
- Marquès de la Mesa Asta
- Carlos Prast y Rodríguez de Llano
- Francisco Díaz Doménech
- Joaquín Ortiz de Zárate y López
- Francisco Romero y Hernández
- Juan Magaz y Fernández de Henestrosa
- Comte de Peña Ramiro
- Alfredo Coronel Cubria
- Enrique Rodríguez y Fernández de la Mesa
- Carlos de Losada Canterac
- Comte d'Albiz
- José de Galinsoga y de la Serna
- Alonso Álvarez de Toledo y Curtopassi
- Marquès de la Vega de Anzo
- Marquès d'Aguilar de Vilaür
- Marquès del Masnou
- Rafael Sáenz Santa María de los Ríos
- Enrique Manrique de Lara
- José María Franco y Villalobos
- Carlos Godó Valls
- Luis María Cabello y Lapiedra
- Marquès d'Aracena
- Lluís Bosch-Labrús i Blat
- Manuel Girona Fernández Maquieira
- Ignacio Despujol y Sabater
- José Antonio de Torréns
- Luis Gutierrez y García
- Marquès vidu de Villamijar
- José Ibarra y Méndez de Castro
- Joaquín Gay y Borrás
- Ignacio Ugarte Macazaga
- Mariano de Rivera Jue
- Victor Morelli y Sánchez Gil
- Gabriel Ferrer y Otero
- José González-Granda y Silva
- Victoriano Pérez Herce y Alvargonzález
- Rafael Fernandez López
- Marquès de Borja
- Marquès de Casa Domecq
- Javier Milans del Boch y del Pino

1925:
- Marquès de Sotelo
- Marquès de Pozo Blanco
- Rafael Martí Fabra
- José Luis Pascual de Zulueta
- Gaspar Cienfuegos Jovellanos
- Ramón María Puigmartí y Planas
- Alberto Blasco y Ochoa
- Juan Manuel de Cendoya
- Luis Romero Amorós
- Rafael Duyo Sedó
- Mariano Gómez Ulla
- Comte de Montefuerte
- Comte de Trigona
- Felipe Franco y Salinas
- Leopoldo O`Donell y Bragas
- Santiago Cullén y Verdugo
- Comte d'Andino
- Pedro de Obregón Matti
- Francisco de Paula Nebot y Torrents
- Jacob Díaz Escribano
- Luis Andrade y Roca
- Antonio Sala Amat
- Marquès de los Llamos
- Emilio González Llana
- Guillermo de Osma y Scull
- Marquès de Magaz
- Luis Hermosa y Kith
- Francico Ruiz del Portal y Martínez
- Antonio Mayandía y Gómez
- Luis Navarro y Alonso de Celada
- Dalmiro Rodríguez y Pedré
- Adolfo Vallespinosa y Vior

1926:
- Ramón Franco Bahamonde
- Julio Ruiz de Alda
- Luis Traviel de Andrade y Lerdo de Tejada
- Vicente Rodríguez Carril
- Sebastián Pozas Perea
- Antonio Camacho Benítez
- Antonio Carranza y García
- Francisco de León y Garabito
- Rafael del Río del Val
- Enrique Barrié y Zafra
- Gabriel Rodríguez Marbán
- Comte de Mayorga
- Comte de Malladas
- Marquès de Novaliches
- Marquès de Fuente Santa
- Comte de Montelirio
- Pedro Verdugo y Castro
- Carlos García Alonso
- Juan Fabiani Díaz de Cabria
- Antonio del Solar Taboada
- José María Gámez y Fossi
- Rafael Guajardo Fajardo
- José Ferrer Antón
- Mauricio Manrique de Lara
- Marquès de Pilares
- Honorato Manera Ladico
- Julio Castro y del Rosario
- Marquès d'Encinares
- Francisco de Selgas Huerta
- José María Torroja Miret
- José Sánchez Noe
- José Pousa Gip
- Fernando Capaz Montes
- Enrique Chacón y Sánchez Torres

1927:
- Comte del Valle de Orizaba
- Rafael Rodríguez de Rivera
- José María de Azara y Vicente
- Federico Oliván Bago
- Julio Martínez Zapata
- Luis de la Gándara Marsella
- Javier Delgado Viaña
- Marquès de Tiedra
- Álvaro Príes y Gross
- Marquès de Vega de la Sagra
- José María Fernández de Peñaranda y Herrera
- José María Pemán
- Fernando Rivas García
- José María Sagnier Sanjuanena
- José de Peray March
- Andrés Garriga Bachs
- Francisco Zubillaga Reillo
- Francisco Coello y Pérez del Pulgar
- Pedro Pablo de Alarcón
- Carlos Tabeada y Sangro
- Enrique Martínez Merello
- Robustiano Ceballos
- Enrique Ansaldo y Bejarano
- Luis Janer Servitja
- Felipe Gómez Acebo y Torre
- José Osuna Pineda
- Comte de Xauen
- Pío Fernández Mulero
- Juan José de Liniers y Muguiro
- Salvador Moreno Fernández
- Eugenio Sanz de Larín
- Juan Antonio Suanzes y Fernández
- Juan Cervera y Valderrama
- Alvaro Guitián y Delgado

1928:
- Joaquín Aramburu Luque
- José López Pinto
- Enrique Cano Ortega
- Marquès de Pidal
- Vescomte de Fefiñanes
- Marquès de los Trujillos
- Gonzalo López Montenegro
- Francisco Regalado y Rodríguez

1929:
- Ignacio Jiménez Martín
- Francisco Iglesias Brage
- Joaquín Serra Astraín
- Angel Ruiz de Rebolledo
- Marquès de Villanueva de Valdueza
- Comte de la Ventosa
- Emilio García-Herreros y Cortés
- Comte de Valdeprados

1930:
- Felipe Sánchez (de la Cuesta) y Navarro. General